# Emesis wrighti
Emesis wrighti är en fjärilsart som beskrevs av Holland 1930. Emesis wrighti ingår i släktet Emesis och familjen Riodinidae. Inga underarter finns listade i Catalogue of Life.